# Marcus Gross
Marcus Gross (28 de setembro de 1989) é um canoísta de velocidade alemão, bicampeão olímpico.

## Carreira
Marcus Gross representou seu país na Rio 2016 ganhou a medalha de ouro no prova do K2-1000m ao lado de Max Rendschmidt. E no K4-1000m.